# Jódar
Jódar es una localidad y municipio español situado en el centro-sur en la provincia de Jaén, comunidad autónoma de Andalucía. Se encuentra a 647 metros de altitud en la falda del cerro de San Cristóbal, dentro de la Serrezuela, una estribación al norte del macizo de Sierra Mágina. Es el municipio más poblado de la comarca de Sierra Mágina.
Cuenta con una población de 11 366 habitantes (INE 2024).

## Toponimia
La forma actual queda reflejada en las fuentes árabes como Sawdar, que castellanizará en Xódar. Existen varias hipótesis sobre el origen preárabe del topónimo de Jódar. En el exterior de la capilla de San José, en la iglesia de La Asunción, se conserva la inscripción latina que probablemente procede de las ruinas ibero romanas del siglo I d. C. de la villa de Félix o villa de Xandulilla con el término Galduriaunin, sobre el que no existe consenso sobre si se trata de un topónimo o un nombre femenino ibérico.

## Geografía

### Situación
La ciudad de Jódar, situada en el centro-sur de la provincia de Jaén, es Puerta de la Comarca de Sierra Mágina. El término municipal posee una extensión de 149,33 km². El núcleo se encuentra situado en la falda del cerro de San Cristóbal, dentro del macizo montañoso de la Serrezuela de Jódar y Bedmar, a 627 m de altitud.
| Noroeste: Baeza                         | Norte: Guadalquivir, Úbeda y Baeza                          | Noreste: Úbeda                       |
| Oeste: Bedmar y Garcíez                 |                                                             | Este: Úbeda y Cabra del Santo Cristo |
| Suroeste Huelma y Bélmez de la Moraleda | Sur: Huelma, Cabra del Santo Cristo y Belmez de la Moraleda | Sureste: Cabra del Santo Cristo      |

Latitud en grados decimales: 37.833. Longitud en grados decimales: -3.35
Coordenada X UTM Huso 30: 469200. Coordenada Y UTM Huso 30: 4187450.2. Huso UTM: 30. Cuadrícula UTM: VG68. Latitud en grados, min y s: 37, 50, 0. Longitud en grados, min y s: -3, 21, 0. Código Ine: 23053. Hoja del MTN 1:50000 : 948

### Clima
El clima de Jódar es de tipo mediterráneo continentalizado, con veranos secos y cálidos e inviernos frescos. El clima se encuentra en la variante Csa (clima mediterráneo de veranos cálidos), clima de los olivos, de acuerdo al sistema de clasificación climática de Köppen-Geiger, caracterizado como un clima subtropical con veranos cálidos y secos e inviernos húmedos y moderados. La temperatura mínimas pueden llegar a -2/-1 °C en invierno y máximas de hasta 42 °C en verano. El mes más caluroso es julio y el más frío enero. Las temperaturas medias varían durante el año en aproximadamente 19 °C. La temperatura media anual en Jódar se encuentra a 15.8 °C. 
La precipitación es de 474 mm al año. El mes más seco es julio, con 5 mm,. El mes en el que tiene las mayores precipitaciones del año es marzo, 66 mm. La diferencia en la precipitación entre el mes más seco y el mes más lluvioso es de 61 mm.

## Naturaleza
Una parte del término municipal queda protegida dentro del parque natural de Sierra Mágina. En sierra Mágina predomina la vegetación mediterránea en la que es frecuente la encina, a la que se contrapone la vegetación de los cerros de la zona norte de Jódar. En sierra Mágina y sus estribaciones se encuentran los montes Carboneras (1512 m s. n. m.), La Golondrina (1249 m s. n. m.) y Serrezuela de Jódar (1173 m s. n. m.) y la serrezuela de Bedmar (1355 m s. n. m.). Entre ellos se enmarcan estrechos valles y amplios llanos.
Aunque en algunos lugares aflora el Cretáceo, el término es generalmente quebrado, con ondulaciones y pendientes que determinan la formación de montes y barrancos, cárcavas y quebradas muy acentuadas.
El norte y este del término municipal se caracteriza por ser zonas agrícolas generalmente llanas, determinadas por los ríos Guadalquivir y Jandulilla. En la vega del Jandulilla abundan los espartales como el de Las Quebrada exponente del paisaje estepario y de la importancia de este cultivo en Jódar. Junto al esparto se desarrollan los albardinales, el saladillo o cenizo, vegetación propia de zonas subdesérticas, la alcaparra y la retama, entre otra vegetación esteparia. En el transcurso del río Jandulilla son abundantes los tarays, adelfas, adelfillas, la caña común y los cañaverales entre la flora principal. De la fauna llama la atención las aves espartales, entre ellas, aves granívoras como la cogujada, la calandria, totovía, la terrera común, además de algunas que se encuentran en peligro de extinción, como la ganga ortega.
Además, la parte norte del término municipal, por la que discurre el río Guadalquivir y el embalse de Pedro Marín, se encuentra protegida en paraje natural Alto Guadalquivir.  A lo largo del río, este espacio natural comprende desarrollados bosques de ribera junto a extensas formaciones de vegetación palustre, propia de aguas someras, caso de la enea y el carrizo.
Existe un ramal del sendero de gran recorrido GR-7 que discurre por Jódar, entre sierra Mágina y sierra de Cazorla.
Señalar además el huerto urbano del Huerto de la Cora que alberga cultivos excepcionales como el limón de Judea (Citrus medica L. etnovar. “de Judea” Fam. Rutaceae) o habichuela de a metro (Vigna unguiculata), plantas que se daban por desaparecidas como la higuera rayada, y más de 400 tipos de semillas de plantas singulares.
En el monte público de Los Pinares se encuentra el área recreativa Cueva del Geromillo, entre pinares y junto a la fuente del Geromillo. Este monte fue dado al pueblo por los Reyes Católicos. Reducto del pino carrasco desde tiempo inmemorial y lugar de intensas repoblaciones forestales a lo largo del siglo XX, este monte es hoy un espacio natural de especial belleza. Además de la casa cueva de Geromillo existen otras cuevas donde habitaban los antiguos trabajadores de esta zona. Los Pinares son, también, emplazamiento de importantes yacimientos arqueológicos.
Existen otras zonas recreativas como Fuente Garcíez, junto a la ermita de San Isidro Labrador, donde el 15 de mayo se celebra la romería de San Isidro y el Pilar de la Dehesa, al pie de la sierra de Miramontes, conocida como La Cuerda. Además señalar el Barranco Cañaveral, que se encuentra junto al antiguo Camino Real a Granada conocido como El Paso, en el que destacan las adelfas y juncos,

## Historia
Los indicios de poblamiento más antiguo se remontan al III milenio a. C. A mediados del primer milenio a. C. se detecta la presencia de la cultura ibérica con presencia de restos micénicos. El poblamiento de las inmediaciones del casco urbano de Jódar se documenta desde la prehistoria, siendo el yacimiento de Las Quebradas, el más antiguo conocido, fechado en el Calcolítico hacia el III milenio a. C.
A partir del siglo IV a. C. se produce la colonización del valle del río Jandulilla desde el oppidum de Úbeda la Vieja. Son abundantes los restos de época íbero-romana siguiendo el curso del río Jandulilla (Cortijo los Fierrales), como la lápida funeraria empotrada en la parroquia de la Asunción. Procede de la antigua Villa de Xandulilla o Villa de Félix situada en cerro Castillejo en Loma de San Torcuato o los Castillejos. Otros yacimientos son los del oppidum ibérico de Loma del Perro, Cortijo del Álamo, en el que se encontró la escultura Esfinge del Jandulilla que se encuentra en el Museo Íbero de Jaén. Otros yacimientos son cerro de la Atalaya y el barranco de la Cascoja, entre otros.
Durante la Edad Media, el entorno de Jódar siguió intensamente poblado por diversos asentamientos islámicos compuestos por varias alquerías y un castillo refugio. En el siglo X era considerado como un importante núcleo urbano y se consideraba junto con el actual Garcíez como uno de los principales productores de aceite de Jaén. Con los musulmanes, Jódar, llamada Sawdar, fue capital durante un tiempo de la cora de Jaén. Convertida en centro político, se edificó una gran Mezquita-Aljama sostenida por columnas de mármol, estando rodeada de fértiles huertas y jardines. También fue la corte y capital de una Taifa propia y de la Cora de Jaén durante muchos años, al ser Sawdar su capital.  
Entre 1227 y 1229 se produce la conquista cristiana de la ciudad, a cargo de las tropas castellanas de Fernando III. Poco a poco la ciudad fue creciendo en importancia y población de forma que, en 1272, Alfonso X otorga a Jódar el título de Villa Leal y el Fuero de Lorca. A lo largo del siglo XV la Villa tuvo varios dueños: los Condestables Dávalos e Iranzo, los Zúñiga y los Girón. 
En 1485 los Reyes Católicos crearon el Mayorazgo de Jódar, entregándolo a Día Sánchez de Carvajal, su guarda mayor. Se levantan iglesias y edificios públicos, y la industria del esparto favorece la prosperidad de muchos de sus habitantes. Durante la Guerra de las Comunidades de Castilla, en 1520 o 1521, Jódar es asaltada por Alonso de la Cueva, quien venga así la muerte de su padre Luis de la Cueva, señor de Solera, a manos del señor de Jódar, Diego de Carvajal. A resultas de este ataque, el castillo y la villa son es incendiados. Para la reconstrucción del castillo de Jódar se expolió la villa ibérica de Xandulilla lo que ha dado lugar a la leyenda popular de que el castillo y la villa son de origen íbero, cuando su origen es medieval. El barrio del Andaraje (Andaraxe), en torno a la alcazaba y su castillo, tuvo su apogeo en el siglo XVI.

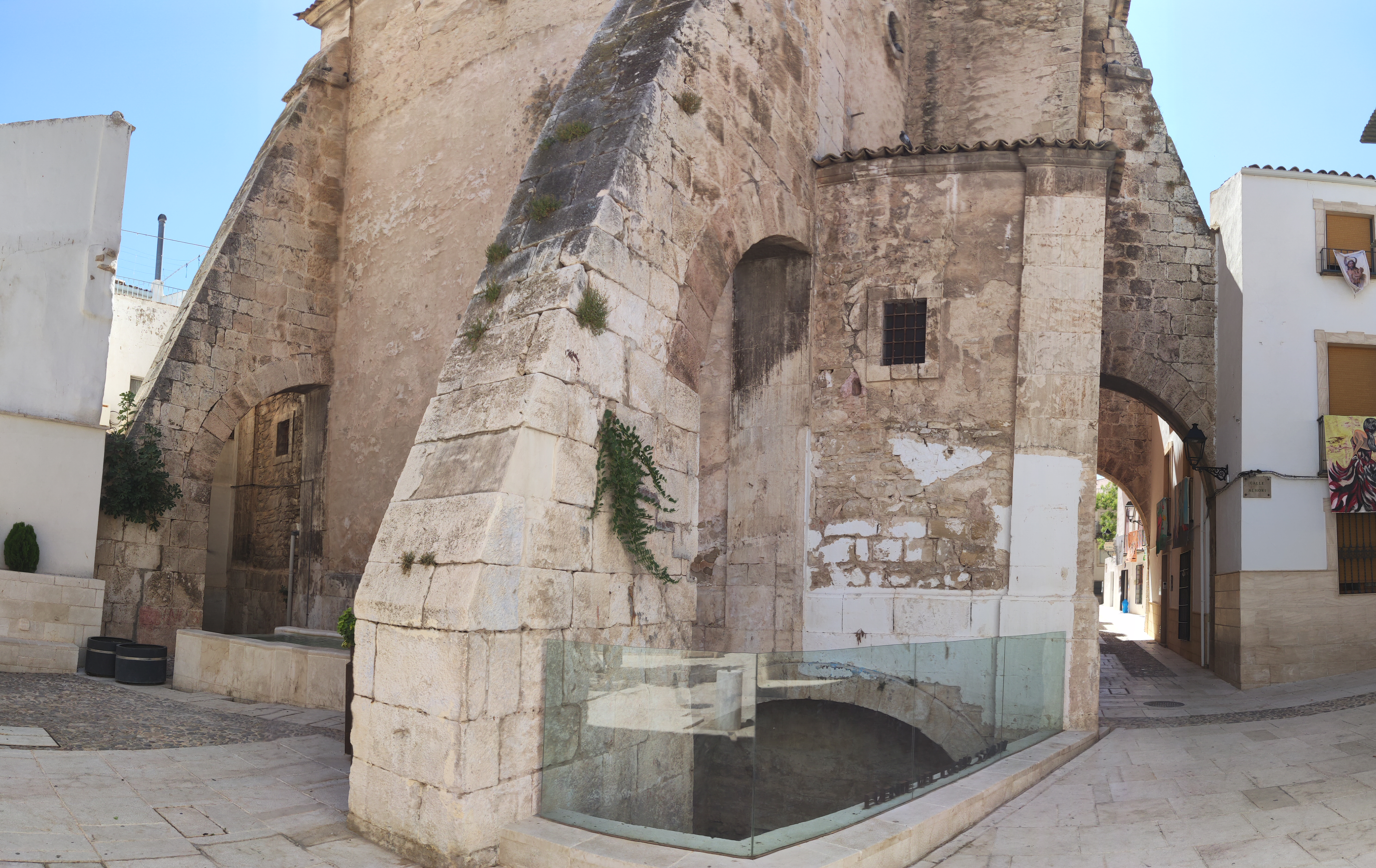
Plaza Manuel Agudo Gimena o del Pilón

En 1619 el rey Felipe III crea el Marquesado de Jódar, El 1681 una epidemia de cólera supone la merma de la población de toda la comarca. Hasta mediados del siglo XVIII, la producción del esparto es la principal actividad de Jódar, donde el conde de Fuente del Saúco concentra la propiedad de más de 47 000 fanegas, siendo éste uno de los mayores latifundios de Jaén, mayor que la propiedad del conde de Quintería en Andújar.

### Edad Contemporánea
En 1823, durante el alzamiento realista para reponer el carácter absolutista de la monarquía de Fernando VII apoyado por los Cien Mil Hijos de San Luis, Rafael de Riego emprendió la marcha desde Jaén a Cartagena en búsqueda del general Torrijos. Fue sorprendido en Mancha Real por el general Bonnemains, al que derrota. Finalmente sufre su última derrota con importantes bajas en cerro Luengo en Jódar mientras se dirigía a Úbeda, y emprende una penosa huida para ser capturado finalmente en Arjonilla. Ante la extinción de los señoríos en 1837, en 1848 el ayuntamiento firma el Concordato con el IX conde de Salvatierra, Cayetano de Silva y Fernández de Córdova, para consolidar la propiedad de sus terrenos en Jódar a cambio de permitir privilegios para los vecinos como el acceso a los espartales. Los sucesivos incumplimientos provocarían enfrentamientos durante las décadas siguientes. Durante el siglo XIX el cultivo y comercio del esparto supuso una época de auge económico en Jódar, la presencia de representantes de casas comerciales valencianas y malagueñas, la roturación descontrolada de los montes, la segregación y venta las fincas del marqués de Salvatierra y el incremento de la población con la llegada de nuevos vecinos desde otras poblaciones de Jaén, Granda y Almería, principalmente. En 1877 se contabilizan 5000 habitantes más un número indeterminado en las casas cueva, sobre todo en las de Vistalegre. En 1889 se produce la visita de Joaquín Costa a Jódar, lo que contribuyó a la divulgación del patrimonio cultural de la villa.
En 1905 entró en servicio la estación de Jódar-Úbeda, construida principalmente para la exportación desde el coto minero de Linares al puerto de Almería. En su entorno se edificó una harinera y otras instalaciones que se beneficiaban del comercio por ferrocarril, lo que supone un incremento en la población de Jódar, que obtiene de Alfonso XIII el título de ciudad en 1919, con cerca de 9000 habitantes. Desde finales del siglo XIX se produjo un activo movimiento obrero y los primeros intentos de mejora de la salubridad e higiene de las casas cueva que en Jódar habían acogido el incremento de población desde el siglo XIX y resuelto en gran medida entre las décadas de 1940 y 1950 por el Instituto Nacional de la Vivienda.
A partir de la segunda mitad del siglo XX comienza el éxodo rural a poblaciones industriales de España y Europa. La importante industria del esparto entra en decadencia en el último tercio del siglo. A partir del último tercio del siglo una parte considerable de la población comienza a emplearse como temporeros en la agricultura. Una vez terminada la campaña de la aceituna en Jódar, se trasladan principalmente a los cultivos de espárrago en Navarra y después a la vendimia en Castilla-La Mancha y Francia.
La organización sindical SOC protagonizó diversos actos reivindicativos como la ocupación en reiteradas ocasiones de una finca privada, propiedad del marqués de Vezmeliana en 2003, así como la agresión al teniente de alcalde de Jódar en 2012, que supuso pena de cárcel para el líder del Sindicato Andaluz de Trabajadores, exconcejal de Jaén en Común, Andrés Bódalo. En 2015 se finalizaron las obras de la Plantas de Tratamiento de Residuos de Construcción y Demolición (RCD) de Jódar para dar servicio a los municipios de la zona, que en la actualidad se encuentra pendiente de apertura.

## Geografía humana

### Demografía
Cuenta con una población de 11 366 habitantes (INE 2024).
| Gráfica de evolución demográfica de Jódar entre 1842 y 2021                                                           |
| |
| Población de derecho según los censos de población del INE. Población de hecho según los censos de población del INE. |

## Organización político-administrativa
El alcalde de Jódar es la máxima autoridad política del ayuntamiento de dicho municipio. De acuerdo con la Ley Orgánica 5/1985, de 19 de junio, del Régimen Electoral General, el alcalde es elegido por una corporación municipal de 17 concejales. Mediante las elecciones municipales que se celebran cada cuatro años, los concejales son elegidos por sufragio universal de los ciudadanos de Jódar con derecho a voto. En la misma sesión de constitución de la corporación se procede a la elección de alcalde, pudiendo ser candidatos todos los concejales que encabecen sus correspondientes listas. El candidato proclamado electo es el que obtiene la mayoría absoluta de los votos emitidos por los concejales presentes. Si ninguno de ellos obtiene dicha mayoría es proclamado alcalde el concejal que encabece la lista más votada.

### Elecciones municipales
| Elecciones municipales desde 1979                      |      |      |      |      |      |      |      |      |      |      |      |      |
|                                                        | 1979 | 1983 | 1987 | 1991 | 1995 | 1999 | 2003 | 2007 | 2011 | 2015 | 2019 | 2023 |
| PSOE                                                   | 5    | 7    | 8    | 9    | 4    | 3    | 6    | 8    | 10   | 11   | 10   | 8    |
| PCE/IU/PA                                              | 5    | 5    | 5    | 1    | 1    | 10   | 8    | 8    | 6    | 3    | 3    | 7    |
| AP/PP                                                  | -    | 5    | 3    | 2    | 4    | 3    | 2    | 1    | 1    | 1    | 1    | 2    |
| C's                                                    | -    | -    | -    | -    | -    | -    | -    | -    | -    | -    | 1    | 0    |
| VOX                                                    | -    | -    | -    | -    | -    | -    | -    | -    | -    | -    | -    | 0    |
| GJ                                                     | -    | -    | -    | -    | -    | -    | -    | -    | -    | 1    | 2    | -    |
| UCD                                                    | 7    | -    | -    | -    | -    | -    | -    | -    | -    | -    | -    | -    |
| PCPA                                                   |      | -    | -    | 4    | 6    | -    | -    | -    | 0    | -    | -    | -    |
| PA/PSA                                                 | -    | -    | -    | 1    | 2    | 0    | 0    | -    | -    | 1    | -    | -    |
| BOCA                                                   | -    | -    | -    | -    | -    | 1    | 1    | -    | -    | -    | -    | -    |
| SI                                                     | -    | -    | 1    | -    | -    | -    | -    | -    | -    | -    | -    | -    |
| PNA                                                    | -    | -    | 0    | -    | -    | -    | -    | -    | -    | -    | -    | -    |
| En negrilla el partido más votado                      |      |      |      |      |      |      |      |      |      |      |      |      |
| Fuente: Datos de las elecciones municipales desde 1979 |      |      |      |      |      |      |      |      |      |      |      |      |

### Alcaldía
| Periodo   | Nombre                    | Partido |
| --------- | ------------------------- | ------- |
| 1979-1983 | Cristóbal Jiménez Ramírez |         |
| 1983-1987 | Manuel Gámez Ortega       |         |
| 1987-1991 | Francisco Moreno Latorre  |         |
| 1991-1995 | Faustino Garrido Rivera   |         |
| 1995-1999 | José Luis Angulo Navarro  |         |
| 1999-2003 | José Luis Angulo Navarro  |         |
| 2003-2007 | José Luis Angulo Navarro  | -BOCA   |
| 2007-2011 | José Luis Angulo Navarro  | -       |
| 2011-2015 | José Luis Hidalgo García  |         |
| 2015-2019 | José Luis Hidalgo García  |         |
| 2019-2023 | María Teresa García Gómez |         |
| 2023-act. | Juana Cazorla Ruiz        |         |

### Barrios
Jódar es un municipio con un único núcleo de población. En éste se encuentran los siguientes barrios: Andaraje (Andaraxe), en torno a la alcazaba; Vistalegre, inicialmente de casas cueva; Canónigo Arroquía y el Ejido, que datan del siglo XX o barrio de Nuestra Sra. de Fátima para mejorar las condiciones sanitarias de los vecinos que poblaban las casas cuevas construido por el Instituto Nacional de la Vivienda en 1949. En 1954 se añadió el nuevo barrio del Consuelo, después los del Patronato Comunal San José y la Obra Sindical. Sucesivamente surgieron los Barrios de la Constitución y el más reciente de El ferial, con sus múltiples ampliaciones, viviendas de protección oficial, así como un buen número de nuevas calles aledañas, colegios e instalaciones de todo tipo. El más reciente es el barrio de casas unifamiliares de Las Palmeras de andaraje.

## Monumentos y lugares de interés

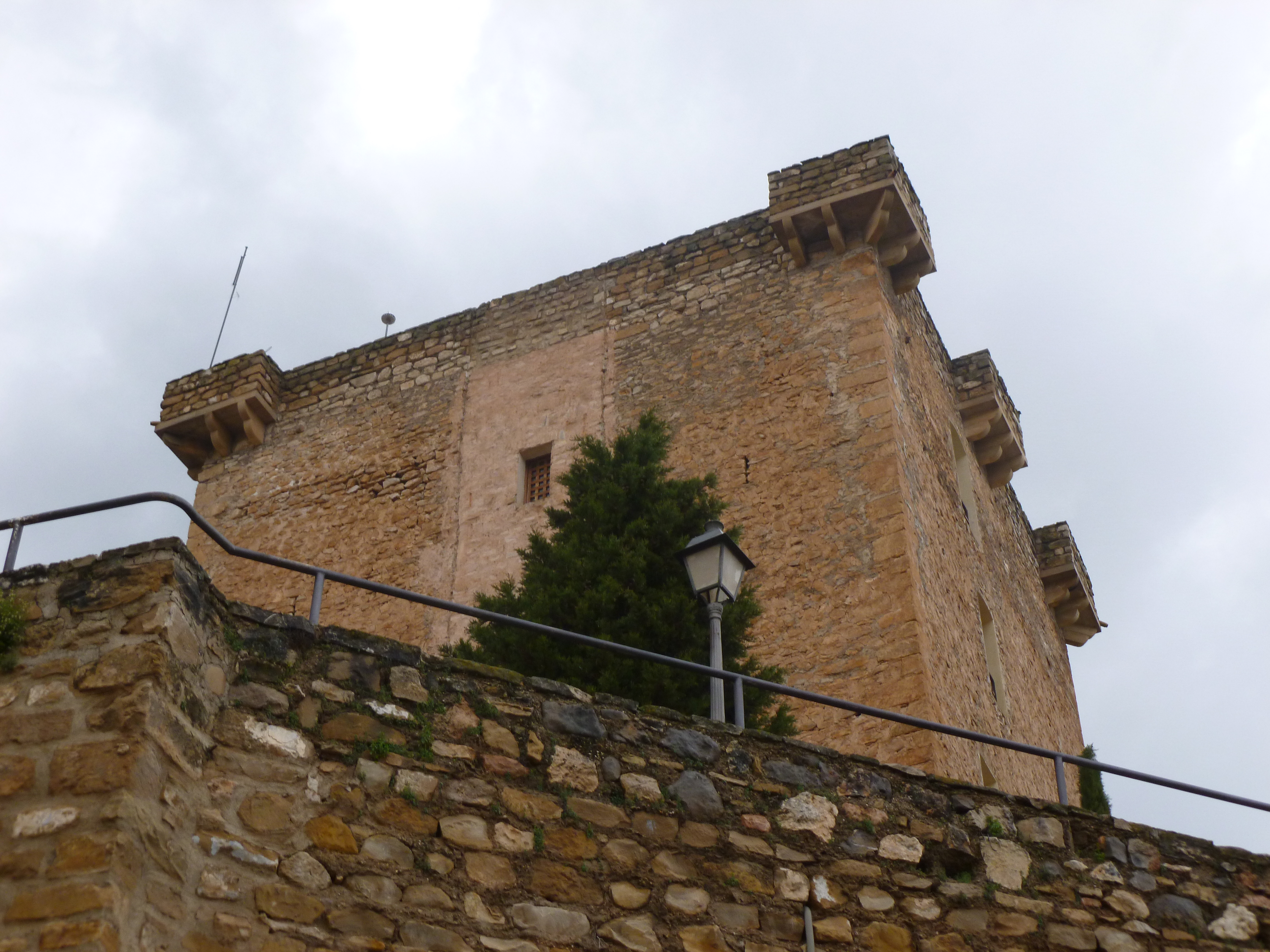
Vista de la torre Sur del castillo de Jódar, que acoge el centro de visitantes del parque natural de Sierra Mágina.

### Conjunto histórico-artístico de Jódar

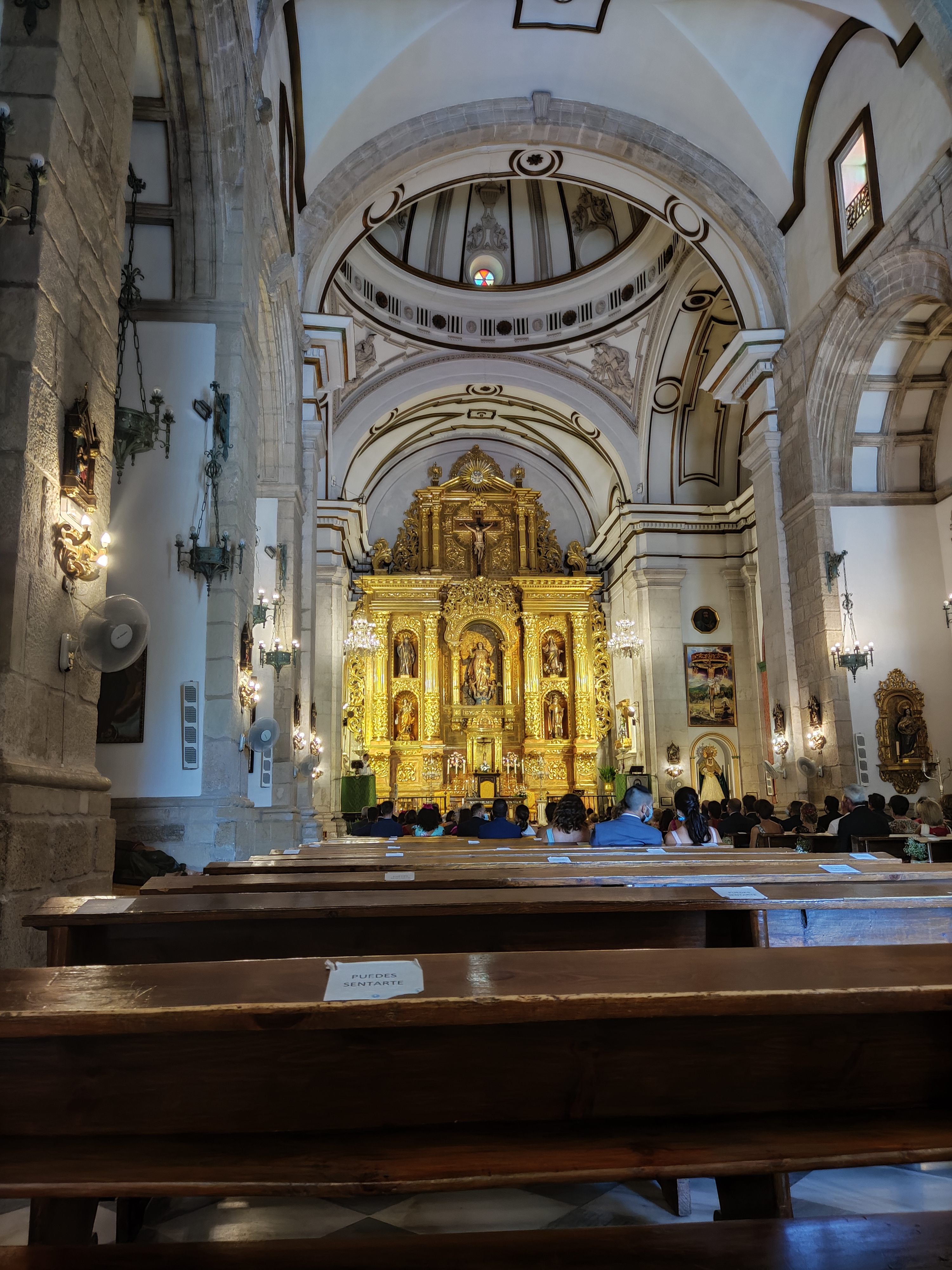
Crucero y altar mayor de la Iglesia Ntra. Sra. de la Asunción

El 9 de diciembre de 2014 se inscribe en el Catálogo General del Patrimonio Histórico Andaluz como Bien de Interés Cultural (BIC). El conjunto histórico-artístico de Jódar abarca los entornos de la iglesia de la Asunción, del castillo y las calles: Juan Martín, Alhorí, Isabel la Católica, plaza de España, plaza del Castillo, Conde Salvatierra y Alcázar. En las mismas se pueden ver edificios tradicionales de la región y su peculiar trazado urbano. A toda esta zona se la conocía en los siglos XVI y XVII como la Villa Vieja.
- Plaza Don Manuel Agudo Gimena, conocida como plaza del Pilón: se encuentra un antiguo lavadero donde se hallaba la Fuente del Lugar o Fontana de Xódar, lugar donde se desarrolla el relato romántico De una leyenda de amor del siglo XV. La Fontana de Xodar escrita por Pablo Guillén y Guillén en 1928.[38]
- Calle Alhorí (cuyo nombre significa granero): calle ajardinada de acceso al castillo de Jódar. Pasando la Puerta del Aire del siglo XII, se aprecian restos de las murallas de la ciudad. Una de las calles típicas de la provincia, la calle Isabel la Católica se abre bajo los arcos de los contrafuertes de la iglesia de la Asunción.[39]
- Parroquia de La Asunciónː De fachada renacentista clásica, de la escuela vandelviriana, es el principal templo de la localidad, data de finales del XVI, momento en el que se construyó sobre el solar de una antigua iglesia de Santa María que a su vez se encontraba sobre la mezquita mayor. De grandes proporciones, es de planta de cruz latina con capillas entre los contrafuertes. Cubierta de bóveda de cañón y cúpula sobre pechina en el crucero. El crucero, el presbiterio y la capilla mayor son de 1775. La torre es obra de Juan de Aranda, decorada con escudos episcopales. La portada es neoclásica de fines del XVIII obra de Manuel Caballero, una de las mejores de la provincia por sus airosas proporciones. Empotrada en el muro se halla la inscripción íbero latina de Galduriaunin del siglo I a. C. traída desde el castillo de Jódar y originalmente en la villa de Xandulilla o de Félix colocada para enaltecer la antigüedad clásica de la población y que fue de interés para Joaquín Costa, que visitó Jódar en 1889.
- Plaza de España: con edificios historicistas, destacando la Casa de los Mesa de 1875 con escudos heráldicos y alero con escenas de dragones y peces. La fachada del Ayuntamiento centra la plaza en estilo regionalista del año 1927, con columnas salomónicas y galería arcada para el Salón de Sesiones. Otro edificio es El Sindicato o La Central, la antigua sede de RENFE, con bellísimos salones pintoresquistas con falsos artesonados y frescos, su estilo es regionalista, con medallones con perfiles de soldados y arcadas de ladrillo rojo y granito, construido en 1929, en mal estado de conservación. Por detrás se encuentra el antiguo teatro Principal (1930), actualmente cerrado. De 1777 data la Fuente Principal de los Tres Caños, reconstruida en 2004, que conserva el pedestal de la cruz del año 1612.[39]

### Castillo de Jódar
El castillo de Jódar se encuentra en el centro histórico de Jódar. Se trata de un castillo originario del siglo VIII que actualmente acoge, en su torre Sur el Centro de Visitantes del parque natural de Sierra Mágina, y en su torre Norte el centro de interpretación de la Historia de Jódar. 
Hacia la segunda mitad del siglo XVII, el castillo es rehabilitado para su uso como residencia de los marqueses de Jódar. 
Más tarde, ya en 1885, tras un importante deterioro debido a su abandono, cambió su uso al de hospital para el tratamiento de los pacientes con cólera. 
Está reconocido como un Bien de Interés Cultural, por ser un auténtico referente histórico y arquitectónico.

### Torre de los Pinares
También llamada torre Cerro de la Atalaya. Se trata de un BIC que comprende los restos de una construcción defensiva en la margen derecha del río Jandulilla.

### Otros lugares de interés
- Barrio de Andarajeː situado al norte de la ciudad. Su nombre hace referencia al término árabe rueda de molino sobre la que giran los arcaduces y que servía para regar las cercanas huertas. En la plaza de San Marcos, hace siglos estuvo la ermita de este nombre junto a la Puerta de las murallas, llamada de Toledo o de Baeza. En el centro de la plaza se alza un calvario, sobre esbelta columna, con la Imagen de un Crucificado. En la calle Juan Martín se observan casas historicistas de estilo clasicista. Hasta finales del siglo XIX, el barrio estuvo cercado por las primitivas murallas, así como diversas huertas y varios barrios marginales de cuevas: Barranco Hondo, El Pocico, o San Marcos. Aún pueden visitarse algunas viviendas-cueva, en la zona del Pocico.

- Iglesia-Santuario del Cristo de la Misericordia: Se construyó en 1700 sobre la ermita de Santa Isabel. Es de una sola nave. Allí se venera una magnífica talla del Cristo de la Misericordia del siglo XVI. Destaca también una pila bautismal de 1660.

- Ermita de Nuestra Señora de Fátima: Situada en la barriada de Fátima, al sur del núcleo urbano. En el año 1960, la diócesis de Jaén aprueba el acta para la construcción de la parroquia. La ermita se construyó con fondos de los habitantes del pueblo. En su interior se venera la majestuosa talla de la Virgen de Fátima, que procesiona cada 13 de mayo por las calles de su feligresía.

- Ermita y cementerio histórico de San Sebastián: el decimonónico cementerio municipal de San Sebastián, es considerado como uno de los mejores de la provincia, conserva interesantes panteones de escultores italianos de finales del siglo XIX. Su construcción data de 1893 y en el centro, entre jardines y cipreses centenarios, se encuentra la ermita de San Sebastián, realizada en piedra según diseño de Justino Flores, como todo el recinto, con una elegante espadaña, en su interior se encuentra una magnífica Dolorosa del cordobés Martínez Cerrillo, así como otras Imágenes. Interesantes son algunas obras de rejería y labra de mármol.

- Ermita de San Isidro Labrador: Construida en un bello paraje, en 1955.

- Casa del canónigo Arroquia: Frente a la iglesia de la Misericordia. Es una casona de estilo oriental, y posee un bellísimo patio andalusí, única en la provincia.

- Molino de Marcón y paraje del arroyo El Cañaveral: Molino harinero construido en 1801, construcción que se conserva de mampostería con arco de ladrillo de medio punto. En torno al mismo hay un paraje de gran belleza con el arroyo del Cañaveral,  uno de los mayores adelfales de la provincia.

- Fábrica de harinas el Patrocinio: En la estación de Jódar-Úbeda, tenemos una joya industrial del siglo XIX, los restos de la fábrica El patrocinio, con su enorme fachada de piedra, su vetusta maquinaria y sus ventanas de estilo inglés. Tenía una capilla anexa. Ha sufrido un incendio en 2012 que la ha arruinado.
- Paseo 1.º de Mayo: considerado como el pulmón verde de Jódar, está documentado desde finales del siglo XVIII, entre sus jardines se encuentra el monumento en bronce al ilustre oculista Juan Martín realizado por Jacinto Higueras.
- Otros parques y zonas verdes como plaza de Fátima de estilo regionalista con la ermita de Nuestra Señora de Fátima, el parque de Trascastillo y el aula de naturaleza Dr. Félix Rodríguez de la Fuente.

## Economía
El cultivo del olivo es el que más empleo y riqueza genera en Jódar, desinado casi 7000 ha a éste. Hay que señalar la actividad económica vinculada al polígono industrial del Canónigo con talleres de confección textil y de materiales de construcción, existiendo pequeñas empresas familiares dedicadas a la fabricación de otros productos
El comercio se desarrolla en torno a la calle General Fresneda. 

### Evolución de la deuda viva municipal
El concepto de deuda viva contempla sólo las deudas con cajas y bancos relativas a créditos financieros, valores de renta fija y préstamos o créditos transferidos a terceros, excluyéndose, por tanto, la deuda comercial.
| Gráfica de evolución de la deuda viva del Ayuntamiento de Jódar entre 2008 y 2024                |
|                                                                                                  |
| Deuda viva del Ayuntamiento de Jódar, en miles de euros, según datos del Ministerio de Hacienda. |

## Servicios públicos

### Educación
Al IES Juan López Morillas acuden, además de los alumnos de Jódar, los alumnos de Larva y de Bedmar y Garcíez. En cuanto a otras enseñanzas destacan la escuela de adultos Puerta de Mágina y la escuela municipal de música inaugurada en el 2000.
| Centro                              | Enseñanza                                                    | Dirección                 |
| ----------------------------------- | ------------------------------------------------------------ | ------------------------- |
| CEI «Antonio Machado»               | Infantil                                                     | Prior Requena s/n         |
| CEI «Francisco Soriano Serrano»     | Infantil                                                     | Santo Cristo, 3           |
| CEIP «Doctor Flemining»             | Infantil y Primaria (Centro TIC)                             | Avenida San Sebastián s/n |
| CEIP «General Fresneda»             | Infantil y Primaria (Centro TIC)                             | Santo Cristo 1            |
| CEPR «Maestros Arroquia»            | Primaria                                                     | Sanabria s/n              |
| CEPR «Virgen de Fátima»             | Primaria                                                     | Prior Requena s/n         |
| IES «Juan López Morillas»           | Secundaria, PCPI, Bachillerato y FPB (Centro Bilingüe y TIC) | Avenida Andalucía 9       |
| SEP «Puerta de Mágina»              | Educación de adultos                                         | Plaza de Fátima, s/n      |
| Escuela municipal de música y danza | Música y Danza                                               | Juan de Mata Carriazo 4   |

### Sanidad
La localidad está dotada del centro de salud Doctor Ricardo Fernández Valadés y tiene como hospital de referencia el Hospital San Juan de la Cruz.

### Seguridad
Jódar cuenta con un puesto de la Guardia Civil. Señalar además la Agrupación de Voluntarios de protección civil, que es uno de los grupos más numerosos de la provincia.

## Cultura

### Archivo y Biblioteca
El Archivo Histórico Municipal conserva importante documentación y legados desde mediados del siglo XVI hasta la actualidad, en los cuales ha quedado plasmada la historia de la ciudad. Se encuentra situado en la Casa Municipal de la Cultura.
La Biblioteca Pública Municipal, situada en el Centro Social Casa de la Juventud, se hallan más de 10 000 volúmenes desde el siglo XIX hasta la actualidad.

### Artesanía

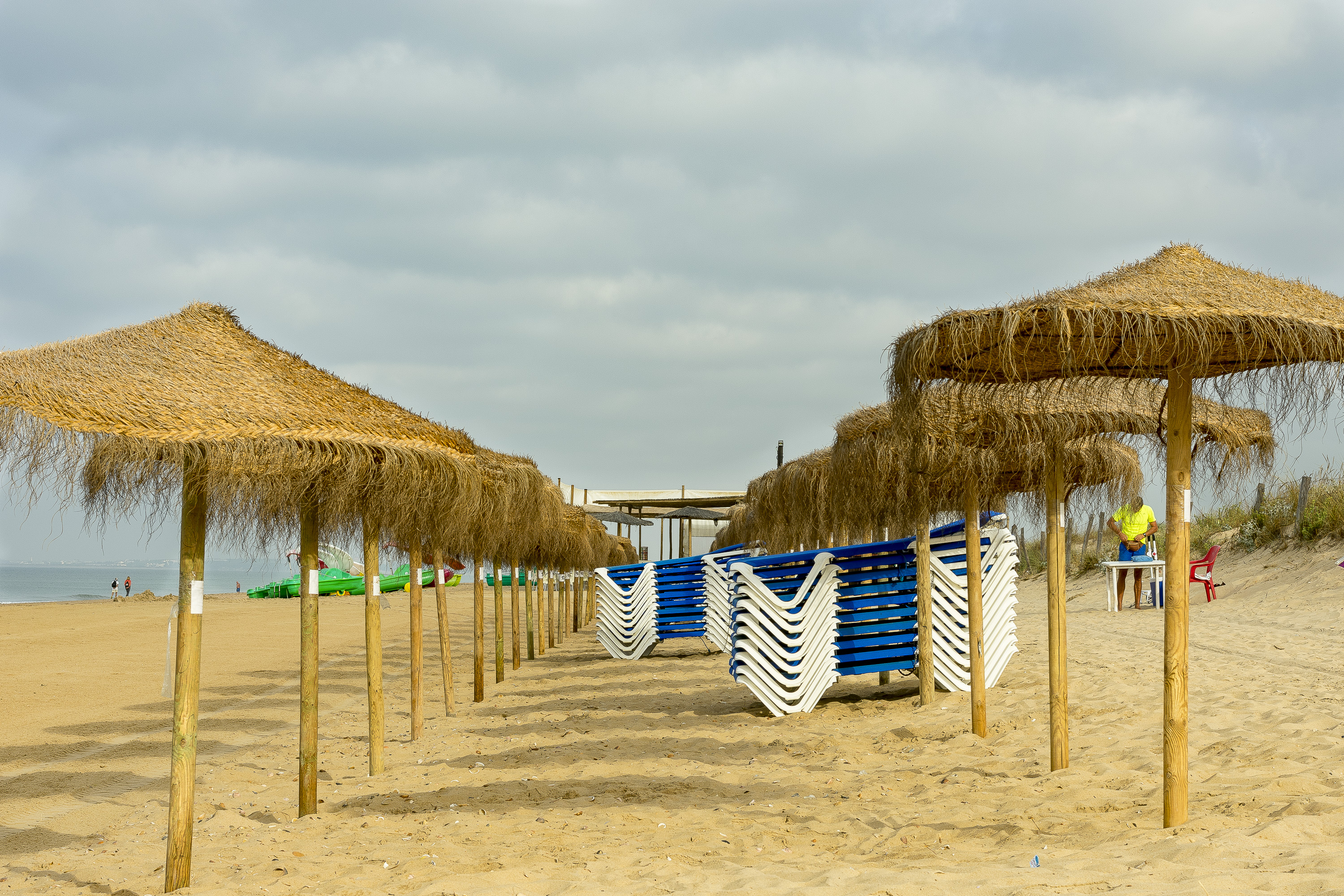
Sombrillas de esparto

La artesanía local deriva principalmente del esparto. El esparto se cosecha en los montes extrayendo las atochas mediante un gancho especial. Después se procede a su enriado, en agua, durante varios días para a continuación machacar los espartos a maza, tras su secado, y quedar así preparada la fibra para el trabajo. Con este material se fabrican bolsos, esteras, manteles, burritos, animales, tapices, lámparas, miniaturas para objetos, leñeras, botelleros y cestos. De todos los enseres fabricados con esparto destacan las sombrillas de playa, que llenan las zonas turísticas de la Costa del Sol y Levante hasta incluso el extranjero, exportándose aproximadamente unas 3.000 sombrillas de playa al año. También existen talleres artesanales de ebanistería y talla, de vidrieras, macramé, cantería y confecciones textiles.

### Museos

#### Museo de Jódar
Incluido en la Ruta de la Cultura del Olivo en Sierra Mágina. Este Museo fue creado en 1997 por la Asociación Cultural Saudar y la colaboración del Ayuntamiento. Desde su puesta en marcha, el Museo contó con el asesoramiento, visitas y estudios de arqueólogos del Colegio Universitario de Jaén y de la Delegación Provincial de Cultura, respetando en todo momento la Ley del Patrimonio Andaluz. Las piezas, objetos y enseres que se exponen han sido donados por los habitantes de la ciudad, pudiéndose recuperar de este modo infinidad de bienes relaciones con las artes y costumbres populares del municipio.
El Museo dispone de varias salas: Aula de Cultura Narciso Mesa Fernández para conferencias y exposiciones temporales, con la exposición permanente Jódar a través del tiempo con fotografías desde mediados del siglo XIX y la Biblioteca de Temas y Autores Galdurienses. Otra sala dedicada a Jódar a través de la historia donde se recoge la historia de la ciudad y de las civilizaciones que la poblaron. La Sala de Artes y Costumbres Populares José María Balboa Ruiz dedicada a recoger los útiles y enseres de la vida cotidiana de comienzos del siglo XX, con la reconstrucción de elementos populares de aquella época y por último la Sala de Artesanía del Esparto, Oficios y Olivar.
El Museo está incluido en la Ruta de la Cultura del Olivo en Sierra Mágina, contando con guía de la propia Asociación y la entrada es gratuita.

#### Museo Brilop
En la Casa de la Cultura se encuentra el legado del Pintor Galduriense Blas T. de Rivera y López, con más de un centenar de obras, en arte naif, donadas a la ciudad.

#### Casa de la Juventud
En sus instalaciones se ubican la Biblioteca Municipal Juan de Mata Carriazo, el Centro de Información Juvenily el Centro Guadalinfo. El centro distribuido en dos plantas, cuenta con varias aulas polivalentes, aulas multimedia, gimnasio y otras zonas de ocio.

### Fiestas locales
- 16 de enero: Lumbres de San Antón se celebran en la noche del día 16 de enero, se hacen hogueras en varios barrios de la localidad donde la gente baila, degustando los típicos embutidos y " las flores de maíz".

- 2 de febrero: fiesta de la Candelaria, popularmente conocida como Virgen de las Roscas. Se hacen dulces de pan y aceite con forma circular y aplanada y se bendicen, posteriormente se degustan en la ciudad con motivo de la fiesta.

- 19 de marzo: Divina Pastora. La Hermandad de la Divina Pastora o de los Pastores es muy antigua, pudiéndose remontar documentalmente al siglo XVIII. Al parecer fue fundada por un pastor procedente de Jaén. Es tradicional que no reciba culto público en ninguna iglesia, sólo en la vivienda del pastor agraciado en el sorteo del 8 de septiembre para tenerla seis meses, este agraciado es llamado "Piostre".

- Mayo: Fiestas Primavera en honor a la Virgen de Fátima. Durante los días 13, 14 y 15 de mayo se celebran las fiestas del barrio de Fátima con verbenas populares en la plaza de Fátima. El día 13, tiene lugar uno de los momentos más emotivos de la localidad, cuando Nuestra Señora de Fátima recorre las calles de su barrio y de otros barrios aledaños, realizando un recorrido diferente todos los años.

- Mayo: Romería San Isidro Labrador. Tiene lugar el día 15 de mayo, realiza su salida desde la iglesia-santuario del Santísimo Cristo de la Misericordia hasta el paraje conocido como Fuente Garcíez, donde se encuentra su ermita. Durante el trayecto, va acompañado de caballistas y carrozas.

- Mayo - junio: Corpus. La fiesta del Corpus recorre las calles decoradas de vistosos altares populares, los años impares realiza la salida desde la parroquia de la Asunción y los años pares desde la parroquia de Nuestra Señora de Fátima. La custodia es de 1669.

- Mayo - junio: Romería Virgen de la Cabeza. Se celebra a finales del mes de mayo o comienzos del mes de junio. Realiza un recorrido por las calles de la localidad.

- Septiembre: Del 1 al 5 de septiembre se celebra la Real Feria de Septiembre, fundada por real decreto de Isabel II en 1837, que destaca por sus corridas de toros y sus animadas verbenas. La portada se inaugura el día 31 de agosto.

- 7 septiembre: Divina Pastora. La procesión es el acto religioso más llamativo de esta peculiar fiesta que refleja el esmero con el que los pastores festejan a su patrona. engalanan las calles por las que pasa su patrona con arcos verdes, macetas floreadas y artesanales colchas en los balcones.[52]

- Septiembre: Cabildo Municipal. Tiene lugar la segunda fiesta en honor al Santísimo Cristo de la Misericordia, que vuelve a procesionar por la ciudad el día 13 y 14 de septiembre.

- Septiembre - octubre: Nuestra Señora del Rosario y la Aurora. Una devoción que se remonta al siglo XVI que fue recuperada en el año 2008. Recorre en procesión las calles de la localidad desde la iglesia-santuario del Santísimo Cristo de la Misericordia.

- Noviembre: Los Santos. El 1 de noviembre tiene lugar la fiesta, cuando se tapan las cerraduras de las puertas con gachas, para evitar entren los espíritus de la muerte.

- Diciembre: Munidas de Santa Lucía, una tradición perdida y recuperada desde hace unos años y donde los vecinos realizan un recorrido por diversas calles de la localidad cantando villancicos, finalizando con la degustación de dulces típicos de la Navidad.

#### Semana Santa
Considerada como una de las mejores de la provincia de Jaén, por la calidad de sus tallas, sus pasos y enseres de afamados imagineros y orfebres. Destacan actos como el de la Verónica y el encuentro en la madrugada del Viernes Santo del Paso de Jesús Nazareno y el Paso de María Santísima de la Amargura; la subida a la "carrera" de la Cuesta de San Femando del Palio de María Santísima de Caridad y Piedad, tras el Paso de Misterio de La Columna; la difícil salida del Paso de Misterio de la Cofradía del Cristo de la Expiración por la puerta de La Asunción y el Palio de María Santísima del Calvario; la seriedad de la procesión del Santo Entierro por la plaza de España en la oscuridad entre el canto de saetas... el Paso de Misterio de la Oración del Huerto de gran esbeltez obra de Palma Burgos y la elegancia y majestuosidad del Palio de Nuestra Señora de la Esperanza por la cuesta de la calle San Fernando, al canto de la Salve; la solemnidad del Paso del Cristo de la Humildad, y la finura del Palio de Nuestra Señora de la Fe y Amor... la distinguible procesión del Resucitado; el Paso de la Entrada de Jesús en Jerusalén llevado por niños y niñas; o el silencio y austeridad del Vía Crucis del Cristo del Consuelo y la Merced... describen los momentos más emocionantes que se viven durante esta semana...

#### Cruz de Mayo
En honor al Santísimo Cristo de la Misericordia, Copatrón y alcalde Perpetúo, de gran devoción en la localidad. El día 2 se realiza el traslado desde su iglesia-santuario hasta la parroquia de la Asunción. El día 3, realiza su salida procesional recorriendo toda la ciudad, con las calles adornadas con altares y acompañada la procesión por castillos de fuegos artificiales para terminar regresando nuevamente a su iglesia-santuario.

### Eventos culturales
Carnaval y fiestas medievales de la Embajada
Tiene lugar en el casco antiguo de la ciudad, alrededor del castillo, durante el mes de febrero. Incluye mercado medieval, pasacalles, escenificación de la Fontana de Jódar, espectáculos medievales, juegos, comparsas, teatro de calle. 
Festival de Música Folk
Festival más antiguo del sur de Europa en su modalidad, la cita cuenta con la participan de bandas y agrupaciones de todo el territorio nacional. Se desarrolla en varios puntos emblemáticos de la ciudad durante el mes de agosto. Está organizado por el grupo local Andaraje, folcloristas curiosos por el estudio de la cultura musical autóctona y de la tradición oral. 
Festival de Arte Flamenco
Es una de las grandes citas del flamenco en la provincia, siendo de las más antiguas y con un aforo de más de 3000 personas. Se caracteriza por alternar artistas ya consgrados con jóvenes promesas que vienen empujando tanto al cante, toque o baile. Distinguiendo la apuesta total por el cante jondo. Tiene lugar a finales del mes de agosto.
Noche de la Encantada
A finales del mes de octubre y comienzos de noviembre, con motivo de la celebración de la festividad de los Santos se rememora esta antigua tradición local sobre la desaparición de una niña, Carmencita, en el castillo de Jódar que buscaba monedas antiguas. Cada año el argumento varía, convirtiéndose lugares emblemáticos de la localidad en escenarios improvisados.

## Gastronomía
Señalar las migas y las gachasmigas, los andrajos y la pipirrana realizados con los productos de sus huertas.  Otros platos, son el gazpacho de los segadores, las papas en miguilla, el ajoharina, el morrococo y los picatostes. También son característicos los alcaparrones y sobre todo de la repostería tradicional donde se imponen los retorcíos, los roscos de vino, las empanadas y las garrapiñadas y las tartas de la risa. Una bebida muy tradicional, es el risol, elaborado con café, azúcar, canela, pétalos de rosa y aguardiente que era tomado por los campesinos para entrar en calor, así como el ponche y la cuerva.

## Deporte
En cuanto a instalaciones deportivas hay que reseñar el polideportivo de Palomares para la práctica de natación, fútbol sala, baloncesto, tenis, balonmano, etc. Desde 1973 se celebra el Campeonato de Natación Ciudad de Jódar. También señalar el campo municipal de deportes Francisco Herrera Cueva donde juega el Jódar CF, que juega en primera andaluza (22/23). Desde 1992 se celebra el Trofeo de Fútbol Francisco Herrera Cueva. Además, existe la escuela municipal de atletismo, y desde 2011 se organiza la carrera San Silvestre de Jódar.  En el Circuito Municipal de Motocross, se desarrollan importantes pruebas valederas para los Campeonatos de Andalucía y España, como el Campeonato de Andalucía de Enduro. Existen otros Campeonatos como los de Ajedrez, Kempo-Kárate, Bádminton, etc.
El 28 de agosto de 2015, Jódar acogió la salida de la séptima etapa de la Vuelta 2015 con llegada en La Alpujarra.

## Comunicaciones

### Carretera
Jódar se encuentra en la A-301 de La Carolina a Úbeda. Otras carreteras son la A-320 a Mancha Real y A-322 a Quesada, y otras carreteras menores como la JV-3262 y la JV-3211 hasta Larva.

### Tren
Cuenta con la estación Jódar-Úbeda, a pocos kilómetros de la población (pero situada en el término municipal de Úbeda) de la línea Madrid- Almería.

### Autobuses
Línea Jódar-Jaén y Jódar-Úbeda.